# Ли Унджэ
Ли Унджэ (кор. 이운재?, 李雲在?; род. 26 апреля 1973[…], Чхонджу) — южнокорейский футболист, игравший на позиции вратаря. Выступал за сборную Республики Корея. Бронзовый призёр Кубка Азии 2007 года.

## Игры за сборную
Ли Унджэ является самым опытным игроком в составе своей национальной команды. На его счету 132 матча за первую сборную. Он представлял Южную Корею на четырёх чемпионатах мира (1994, 2002, 2006, 2010).
В 2002 году вратарь помог «азиатским тиграм» выйти в полуфинал главного футбольного турнира: за весь чемпионат он отстоял «на ноль» три матча, а в четвертьфинальной игре со сборной Испании не только отстоял свои ворота в основное и дополнительное время, но и отразил удар Хоакина Санчеса в серии послематчевых пенальти.

## Достижения

### Командные
«Сувон Самсунг Блюуингз»:
- Чемпион Южной Кореи (4): 1998, 1999, 2004, 2008
- Обладатель Кубка Южной Кореи (2): 2002, 2009
- Обладатель Кубка Кей-лиги (4): 1999 (Дополнительный кубок), 1999 (Кубок «Адидас»), 2005, 2008
- Обладатель Суперкубка Южной Кореи (2): 1999, 2005
- Победитель Лиги чемпионов АФК: 2001/02
- Обладатель Суперкубка Азии: 2002
- Обладатель Кубка чемпионов Восточной Азии: 2002
- Победитель Пантихоокеанского чемпионата: 2009

Сборная Республики Кореи:
- Четвёртое место на Чемпионате мира 2002

### Личные
- Обладатель приза самому ценному игроку Кей-лиги: 2008
- Член символической сборной Кей-лиги: 1999, 2002, 2004, 2008

## Государственные награды
- Орден «За спортивные заслуги» 2 класса Республики Корея — орден Отважного тигра (2 июля 2002)[3]